# August Heinrich Hoffmann von Fallersleben
August Heinrich Hoffmann, ismertebb nevén Hoffman von Fallersleben (Fallersleben (ma Wolfsburg városrésze), 1798. április 2. – Corveyi apátság, 1874. január 19.) a későbbi német himnusz költője. Az egyik első germanisztikát is tanító egyetemi professzor volt, aki jelentősen hozzájárult a szak elismeréséhez. Költőként régi idegen nyelvű szövegek kiadásával és gyűjtésével is foglalkozott. A német himnusz, a „Lied der Deutschen” mellett kedvelt gyermekdalok szerzőjeként is ismert, ő írta a Hull a pelyhes fehér hó német változatának, a Morgen kommt der Weihnachtsmann kezdetű dalnak a szövegét is.

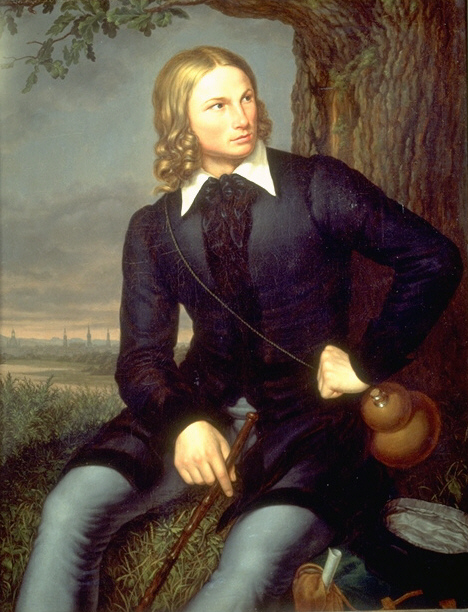
Von Fallersleben ifjú éveiben

## Pályafutása
Kereskedőcsalád gyermeke volt, Helmstedtben és Braunschweigban járt gimnáziumba, majd 1816-tól fogva eleinte teológiát tanult Göttingenben, majd klasszika-filológiát és régészetet, végül Jacob Grimm befolyására 1818-tól germanisztikát tanult Bonnban. 1823-tól tudományos munkatárs lett a boroszlói könyvtárban, majd irodalomprofesszor az ottani egyetemen. Politikai hangvételű versei miatt 1842-ben elbocsátották és ezért arra kényszerült, hogy vándorzenészként járja az országot. Bár sok városból kiutasították, terjesztette liberális meggyőződését, szövegben és dalok segítségével is. Az 1848-as német forradalom után természetesen rehabilitálták, 1854-től ő volt a Weimari Német Irodalmi és Nyelvészeti Évkönyvek kiadó-szerkesztője, majd 1860-tól Corveyban lett a kastély könyvtárosa. 
Tudósként mindenekelőtt szövegek gyűjtése és bibliográfiai feldolgozása érdekelte (gyermek-, nép- és egyházi-dalok) és ezen tevékenysége során akadt rá az ófelnémet Ludwigsliedra és az Otfried ún. bonni töredékeire. Die Unpolitischen Lieder (Politikamentes Dalok) – ez persze ironikusan értendő – verseskötet az 1848-as német forradalmat megelőző időszak egyik legfontosabb költőjévé tette. A versek tükrözték a polgári liberalizmus követeléseit, úgy mint német egység, jog, szabadság és törvény előtti egyenlőség. 1841-ben írta meg Das Lied der Deutschen, amely később Németország himnusza lett.

## Legfontosabb művei
- Gedichte, 1827
- Die deutsche Philologie im Grundriß, 1836
- Gedichte, Neue Sammlung, 1837
- Unpolitische Lieder, 1840-41
- Das Lied der Deutschen, 1841
- Politische Gedichte aus der deutschen Vorzeit, 1843
- Deutsche Gassenlieder, 1843
- Deutsche Lieder aus der Schweiz, 1843
- Funfzig Kinderlieder, 1843
- Die deutschen Gesellschaftslieder, 1844
- Deutsche Salonlieder, 1844
- Diavolini, 1845
- Hoffmann'sche Tropfen, 1845
- 37 Lieder für das junge Deutschland, 1848
- Lieder aus Weimar, 1854
- Vaterlandslieder, 1871